# 7337
7337 és un curtmetratge asturià del 2000, dirigit per Sergio G. Sánchez i protagonitzat per Marta Belaustegui.

## Sinopsi
La tardor del 1974, una mestra rural asturiana es muda a una escola de poble, a La Naviella, que està abandonada des de la Guerra Civil espanyola. Allà viu l'aparició de nens i sent sorolls anòmals.

## Repartiment
- Marta Belaustegui com a mestra
- Enrique Sánchez-Marín com a nen
- Arsenio González com a pastor
- Covadonga González com la nena del soterrani
- Nadia García com a nena al bosc
- Daniel Álvarez com a nen al bosc
- Irene Sáez com a nena al bosc
- Tarsila Sánchez com a nena al bosc
- Ana Fernández com a nena al bosc
- Víctor González com a nen al bosc
- Juan González com a nen al bosc
- Carlos Rodríguez com a nen al bosc

## Producció
El curtmetratge va ser dirigit i guionat per Sergio G. Sánchez i protagonitzat per Marta Belaustegui. Tots dos s'havien conegut el 1999 en el Festival Internacional de Cinema de Sant Sebastià, on ella va presentar el film Cuando vuelvas a mi lado, i tornarien a col·laborar professionalment en el futur. L'empresa productora a càrrec del curt era Watson & Pepe, amb seu a Oviedo, i el productor era Raúl Díaz.
7337 es va rodar en una casa abandonada a Astúries. Es va gravar en asturià, tot i que no hi ha gaire diàleg.
Inicialment, quan el 1996 en va escriure el guió sota el títol Sé que estás ahí (lit. ‘Sé que hi ets’), Sánchez pretenia que arribés a ser el primer llargmetratge que dirigís. Tanmateix, pel succés que va suposar, va passar una temporada dedicat més aviat al guionatge i, per dificultats econòmiques, no va poder dur-lo a terme. De tota manera, uns anys més tard, se'n va derivar el reeixit llargmetratge L'orfenat (2007), guionat per ell mateix i dirigit pel seu company de generació Juan Antonio Bayona, que l'havia conegut el 2001 en una projecció de 7337 en un festival de cinema a Mallorca. Simbòlicament, per la semblança temàtica, Sánchez considera El secret de Marrowbone (dirigida per ell) el final d'una trilogia encapçalada per 7337 i seguida de L'orfenat.

## Distribució
Es va projectar en diversos festivals, com ara el Festival Internacional de Cinema de València Cinema Jove i el Festival de Cinema Independent d'Ourense. En molts dels festivals va resultar premiat. També es va incloure com a producte extra en el DVD de L'orfenat, juntament amb el com-s'ha-fet i el càsting per al llargmetratge, entre d'altres. A més, el guió del curt va ser publicat el 2002 per la Conselleria d'Educació i Cultura del Govern del Principat d'Astúries com a primer text d'una col·lecció titulada «Cuadernos de la Filmoteca de Asturias».

## Recepció

### Crítica
Segons P. Tur del Periódico de Ibiza y Formentera, és «un curtmetratge de gran qualitat tècnica i estil clàssic […] que se situa en la línia sobrenatural que ha tornat a les pantalles en els darrers anys». Per a Javier Ocaña d'El País, representa el primer èxit de Sánchez en el món del curt espanyol. Va qualificar-lo d'una «estupenda peça de terror amb aspiracions de fabulació gòtica». Miguel Barrero d'El Cuaderno va remarcar que, abans que guionés L'orfenat, The Impossible i Palmeras en la nieve, Sánchez ja apuntava maneres amb curts com 7337 i Temporada baja.
L'Acadèmia de la Llengua Asturiana va valorar positivament la pel·lícula en termes de normalització lingüística de l'asturià, ja que mostra una mestra, que és una persona prestigiosa i culta, escrivint el diari personal en asturià, però també una conversa espontània en asturià entre la mestra i un nen. En aquest sentit, va afirmar que era un «exemple a seguir» per a altres artistes que volguessin retratar la realitat d'Astúries. En un pla més cinematogràfic, la institució en qüestió en va destacar l'expressivitat de Belaustegui i la gran tensió, tot i que va titllar la història d'«austera».

### Premis i nominacions
| Any  | Premi                                                  | Categoria                             | Receptor(s)       | Resultat  | Ref.   |
| ---- | ------------------------------------------------------ | ------------------------------------- | ----------------- | --------- | ------ |
| 2000 | XI Setmana de Cine Fantàstic i Terror de Sant Sebastià | Millor interpretació femenina         | Marta Belaustegui | Guanyador | [ 19 ] |
| 2000 | Festival de Curtmetratges de les Illes Balears         | Millor curtmetratge nacional          | 7337              | Guanyador | [ 20 ] |
| 2001 | Elektrozine                                            | Millor curtmetratge (premi del jurat) | 7337              | Guanyador | [ 1 ]  |
| 2001 | Elektrozine                                            | Millor direcció                       | Sergio G. Sánchez | Guanyador | [ 1 ]  |
| 2001 | Certamen Internacional de Curts de Sòria               | Millor interpretació                  | Marta Belaustegui | Guanyador | [ 21 ] |
| 2001 | Festival de Cinema i Arts visuals de Cerdanyola        | Premi especial del jurat              | Sergio G. Sánchez | Guanyador | [ 22 ] |
| 2001 | Certamen de Curtmetratges de Ponferrada                | Millor curtmetratge                   | 7337              | Guanyador | [ 23 ] |
| 2002 | Fantasporto                                            | Millor curtmetratge de fantasia       | 7337              | Guanyador | [ 24 ] |
| 2003 | I Certamen Nacional de Curts Fantàstics                | Millor curtmetratge                   | 7337              | Guanyador | [ 25 ] |